# 沈發藻
沈發藻（1904年10月8日—1973年2月4日），字思魯，江西省大庾縣（今大余縣）人。中华民国军事人物，國民革命軍中將。 

## 生平
1925年9月  軍校畢業後任國民革命軍第一軍第一師排長、連長。
1928年11月 考進陸軍大學第9期。
1930年12月 任國民政府警衛師第1旅3團，任中校營長。
1931年6月  (警衛師擴編為警衛軍 ) 升任警衛軍第1師2旅4團上校團長。
1932年1月( 警衛軍第1師2旅4團改稱第87師261旅522團 )，任上校團長。
1933年1月調第87師獨立旅補充團，任上校團長。 
1933年8月( 補充團改稱第36師108旅215團 )，任上校團長。
1934年2月升第七十一軍87師259旅，少將旅長（旅轄兩團）兼福建閩南保安分處處長。
在日本侵华战争期间，他曾參與過一二八淞滬會戰、上海會戰、南京保衛戰、蘭封會戰、豫中會戰及長衡會戰等。

### 國共內戰
1945年12月任中央訓練團军官總隊中將總隊長。
1946年6月1日任陸軍總司令部第5署（編制訓練署，轄四處）中將署長。
1948年1月任陸軍裝甲兵編練總處中將處長。
1948年7月5日任國防部第5廳（部隊動員復員廳，轄兩處）中將廳長。
1948年9月22日授陸軍中將，當選第一屆國民大會代表。
1949年2月1日任湘粵贛邊區總指揮兼第3編練司令部（轄第23、70軍）司令官。
1949年4月所部改編為第13兵團（轄第23軍、第70軍），任司令官。
1949年5月第13兵團改稱第4兵團（轄第23軍、第70軍），仍任司令官。

### 轉進臺灣
1949年10月率所屬第二十三軍、第七十軍轉進臺灣。
1950年1月任臺灣防衛總司令部副總司令。
1953年7月升臺灣陸軍總司令部副總司令。
1959年退役，受聘〔總統府〕戰略顧問委員會委員，續任國大代表。
1967年出任光復大陸設計研究委員會委員。1973年2月4日逝世於台北市，終年68歲。